# Wyszogród (Ukraina)
Wyszogród (dawniej również Wyżgród, ukr. Вишгород, trb. Wyszhorod) – miasto na Ukrainie w obwodzie kijowskim, liczy 33 tys. mieszkańców (2023). Centrum administracyjne rejonu wyszogrodzkiego.

## Ludzie

### Starostowie wyszogrodzcy
- Hawryło Gojski
- Roman Hoscki (Hojski)
- Piotr Kisiel